# Černíkovice (kraj pilzneński)
Černíkovice – miejscowość i gmina (obec) w Czechach, w kraju pilzneńskim, w powiecie Pilzno Północ. W 2022 roku liczyła 89 mieszkańców.